# Foz do Iguaçu (stad)
Foz do Iguaçu, of kortweg Foz, is een Braziliaanse stad en gemeente gelegen in de zuidwestelijke deelstaat Paraná. Vanwege het nabijgelegen Parque Nacional do Iguaçu (winnaar van de New7Wonders of Nature), die over 's werelds omvangrijkste watervallen beschikt, is het de tweede meest bezochte plaats van Brazilië door zowel binnenlandse- als buitenlandse toeristen. Volgens het Braziliaans Instituut voor Geografie en Statistiek (IBGE) telde stad in 2017 naar schatting 264.044 inwoners. De oppervlakte van het gebied bestrijkt 617,701 km², waarvan 61,290 km² behoort tot het stedelijk gebied.
Foz is de meest westelijk gelegen stad van de deelstaat Paraná en ligt aan de rio Paraná; een rivier die de natuurlijke grens vormt tussen Brazilië en Paraguay. De stad is via de Ponte Internacional da Amizade (vriendschapsbrug) verbonden met het aan de overkant gelegen Ciudad del Este; de meest oostelijk gelegen stad van Paraguay. Verder ligt ten zuiden van Foz do Iguaçu de rio Iguaçu. Deze mondt uit in de rio Paraná en vormt de natuurlijke grens met Argentinië. Hierbij bevindt zich dan ook het drielandenpunt: Marco das Três Fronteiras, dat ten noorden ligt van de rio Iguaçu, ten oosten van de rio Paraná en daarmee officieel staat op Braziliaans grondgebied.
Ten zuiden van Foz en de rio Iguaçu ligt een van de meest noordelijk gelegen steden van Argentinië: Puerto Iguazú. Deze zijn met elkaar verbonden via de Ponte Internacional da Fraternidade (broederschapsbrug). Het stedelijk gebied dat gevormd wordt door: Foz do Iguaçu, Ciudad del Este en Puerto Iguazú telt bijna 800.000 inwoners. Inwoners van Foz worden Iguaçuenses genoemd.

## Geschiedenis

### Voorgeschiedenis
De eerste bewoners in het gebied waar later de stad gesticht zou worden waren de Biturana's die leefden rond 6000 voor Christus. Archeologisch onderzoek uitgevoerd door de Federale Universiteit van Paraná in Brazilië heeft de vroegste sporen van menselijke aanwezigheid in de regio ontdekt in het gebied dat tegenwoordig het stuwmeer vormt van de Itaipudam. Nadien hebben verschillende volkeren elkaar opgevolgd door de eeuwen heen. Het volk waarmee de Europese ontdekkingsreizigers in contact kwamen waren de Guaraní; waarvan het aantal vandaag de dag geschat wordt op ongeveer 250.000.
Geleid door de Cangangues volgde de Spaanse conquistador Alvar Nuñez Cabeza de Vaca in 1542 samen met zijn medereizigers de rio Iguaçu. Ze liepen stroomafwaarts tot en met het gebied dat tegenwoordig bekendstaat als het land Paraguay. Vandaag de dag worden zij gezien als de eerste Europeanen die de watervallen van Iguaçu hebben mogen aanschouwen en het gebied hebben ontdekt waar later de steden: Foz do Iguaçu, Ciudad del Este en Puerto Iguazú werden gesticht.

### De stichting van de stad
Tot 1860 was het gebied onbewoond en waren er hevige conflicten tussen Paraguay en Brazilië; onder anderen over welk land het gebied tot zijn beschikking had. Na de overwinning van Brazilië kende het de (hedendaags geheten) mesoregio Oeste Paranaense toe aan hun grondgebied. Sindsdien vestigde er een kazerne en waren de soldaten tot 1899 een van de weinige bewoners. Na 1900 nam het bevolkingsaantal in rap tempo toe tot een aantal van 2000 inwoners. Dit had onder anderen te maken met de stichting van de maté- en suikerrietplantages en de start van de houtproductie.
Op 14 maart 1914 kreeg het de naam Vila Iguassu (dorp Iguassu), wat in nog geen drie maanden werd gewijzigd. Op 10 juni 1914 werd er officieel een gemeente gecreëerd waarbij kolonel Jorge Schimmelpfeng als eerste burgemeester werd gekozen. Sindsdien ging Vila Iguassu verder als stad onder de naam Foz do Iguassu.
Op verzoek van Alberto Santos-Dumont werd in 1917 het gebied dat nu bekendstaat als Parque Nacional do Iguaçu toegeëigend door de lokale regering. In 1939 werd het nationaal park gecreëerd en opende het voor het eerst haar deuren.
In 1920 kreeg de stad de eerste goede verbinding met de rest van het land door de aanleg van een verharde weg van de Paranaense hoofdstad Curitiba naar Foz. Dertig jaar later werd een weg aangelegd naar het historische havenstadje Paranaguá: de dichtstbijzijnde verbinding met zee. Na de voltooiing van bouw van de Ponte da Amizade in 1965 werd ook Paraguay verbonden met Paranaguá. Dit zorgde voor een explosieve toename van de handel wat het begin betekende van een sterke economische bloei voor Foz, Paranaguá en Ciudad del Este; alsmede heel Paraguay.
De periode van economische bloei duurde tot en met de voltooiing van de bouw van de Itaipudam in 1982. De bouw van dit project zorgde ook voor een explosieve toename van de bevolking. Tussen 1970 en 1980 steeg de bevolking van 33.970 naar 136.320 inwoners; een stijging van 385%. Dit kwam onder anderen door de meer dan 40.000 arbeiders die nodig waren voor de constructie en de meer dan 5000 werknemers die nodig zijn voor het in werking houden van de dam.
In het begin van de jaren ’90 belandde de stad in een recessie door tegenvallende toeristen aantallen. Sinds 2004 bloeit de economie weer op.

## Toponymie
Foz do Iguaçu dankt zijn naam aan de Guaraní die lang voor de komst van de Europese ontdekkingsreizigers de naam yûasú gaven aan de watervallen nabij de stad. Over ‘y’(wateren) + ‘ûasú’ (groot); oftewel ‘grote wateren’ heerst een legende waarbij God M'Boi van plan was te trouwen met een prachtige vrouw genaamd Naipí. Ze vluchtte echter met haar sterfelijke minnaar Tarobá in een kano. Uit woede hakte God de rivier in stukken waardoor de watervallen zouden zijn ontstaan die deze naam dragen.
‘Foz’ is Portugees voor “riviermonding” waardoor de stadsnaam vrij vertaald kan worden naar “Riviermonding van Iguaçu” of in geheel: “Riviermonding der Grote Wateren”. In 1945 werd de stadsnaam aangepast naar de huidige spelling dat wordt geschreven met een "ç"; door een overeenkomst tussen de kunstacademies van Lissabon en Brazilië die de "c" met een cedille ( ç ) invoerden als een erkend letterteken in het Braziliaans Portugees. In 2005 was er een wetsvoorstel waarin stond dat de naam van de stad aangepast moest worden naar de oude spelling Foz do Iguassu, omdat de huidige naam met de ç voor vele toeristen een obstakel bleek te zijn. Het wetsvoorstel werd afgekeurd nadat 90% van de ruim 4.100 ondervraagden, waaronder de burgemeester, tegen de naamsverandering waren.

## Geografie

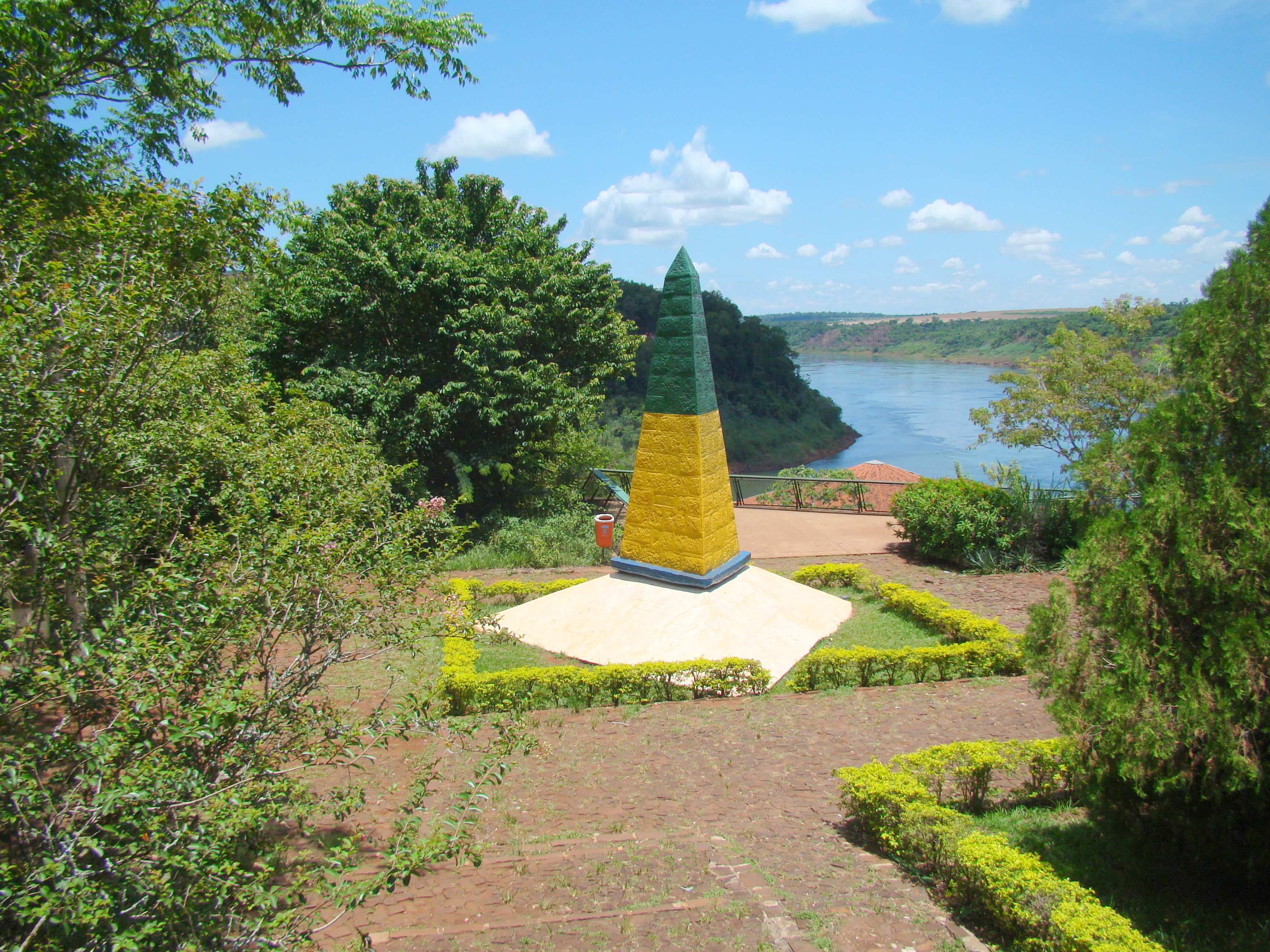
Marco das Três Fronteiras: Het drielandenpunt van Brazilië, Paraguay en Argentinië

### Aangrenzende gemeenten
De gemeente grenst aan Itaipulândia, Santa Terezinha de Itaipu en São Miguel do Iguaçu.

#### Drielandenpunt
De gemeente grenst met als landsgrens aan de gemeente Puerto Iguazú in het departement Iguazú in de provincie Misiones met het buurland Argentinië.
En met als landsgrens aan de gemeente Ciudad del Este, Hernandarias, Presidente Franco en Santa Fe del Paraná in het departement Alto Paraná met het buurland Paraguay.
Het drielandenpunt, het "Punt der Drie Grenzen", bevindt zich in het midden van de samenkomst van de rivieren de Iguazú en de Paraná. Op de oever van alle drie de landen staat een markeringspunt.

### Klimaat
Het klimaat van Foz do Iguaçu is subtropisch en heeft een vochtige en warme zomer en een droge en koude winter. De gemiddelde temperatuur van de stad op jaarbasis is ongeveer 20,3 °C. In de zomer is dat 26,5 °C waarbij de maximumtemperatuur kan oplopen tot boven de 40 °C. In de winter is het gemiddeld 15,4 °C waarbij het kan dalen tot een minimumtemperatuur van −5 °C.
Door de relatief lage ligging (173 meter boven zeeniveau) is het klimaat van de stad over het algemeen warm. Gedurende het hele jaar heeft Foz veel zonnige perioden waarbij de meeste regenval plaatsvindt in de lente en zomer. De abrupte temperatuursverschillen tussen winter en zomer worden veroorzaakt door het op elkaar botsen en afwisselen van 3 luchtfronten.
| Maand                       | jan | feb | mrt | apr | mei | jun | jul | aug | sep | okt | nov | dec | Jaar |
| --------------------------- | --- | --- | --- | --- | --- | --- | --- | --- | --- | --- | --- | --- | ---- |
| Gemiddeld maximum (°C)      | 33  | 33  | 31  | 28  | 25  | 23  | 24  | 25  | 27  | 29  | 31  | 33  | 29   |
| Gemiddelde temperatuur (°C) | 25  | 26  | 24  | 21  | 18  | 15  | 15  | 16  | 18  | 19  | 23  | 23  | 20   |
| Gemiddeld minimum (°C)      | 20  | 20  | 19  | 16  | 13  | 10  | 9   | 10  | 12  | 14  | 17  | 18  | 15   |
|                             |     |     |     |     |     |     |     |     |     |     |     |     |      |
| Neerslag (mm)               | 188 | 194 | 184 | 146 | 136 | 137 | 90  | 111 | 142 | 232 | 150 | 172 | 157  |
| Bron: The Weather Network   |     |     |     |     |     |     |     |     |     |     |     |     |      |

## Economie
Foz do Iguaçu is de op zeven na grootste stad van Paraná maar heeft desondanks de 4e staatseconomie. Dit komt door de belangrijkste bronnen van inkomsten die bestaan uit toerisme en het opwekken van elektriciteit. Buiten deze extra impuls wordt de lokale economie ook gestimuleerd door de handel met Ciudad del Este en Puerto Iguazú. Doordat Ciudad del Este na Miami en Hongkong de grootste taxfreezone is van de wereld, is het erg aantrekkelijk voor toeristen en handelaren om daar inkopen te doen. Hierdoor speelt de Ponte da Amizade (de brug van Brazilië naar Paraguay) een veel grotere rol van betekenis dan de Ponte da Fraternidade (de brug van Brazilië naar Argentinië).
Verder heeft Foz door de ligging een sterke strategische positie binnen de Mercosul; een douane-unie tussen Argentinië, Brazilië, Paraguay en Uruguay die als doelstelling heeft om vrije handel en vrij verkeer van goederen, personen en kapitaal te bevorderen. Na de vorming van de Unie van Zuid-Amerikaanse Naties zal de handel tussen de Zuid-Amerikaanse landen verder toenemen en daarmee ook die van Foz.
Foz do Iguaçu heeft een bbp van 6.010.671.000 en sluit zich daarmee aan achter Araucaria, Londrina en de hoofdstad van Paraná: Curitiba. Op nationaal niveau staat Foz op plaats 62.

## Toerisme
De voornaamste bron van inkomsten van de stad is het toerisme. De handel en diensten in de omgeving spelen daar ook zorgvuldig op in door middel van de meer dan honderd toeristische winkeltjes, restaurants, bars en hotels waar het over beschikt. De grootste groep toeristen bestaat uit Brazilianen zelf. Voor hen is het na Rio de Janeiro de meest populaire vakantiebestemming in eigen land. Hierna volgen de Argentijnen en Paraguayanen. Daarnaast is er nog een relatief grote groep Amerikanen, Britten, Duitsers, Portugezen, Japanners en Chinezen. In iets mindere mate zijn er ook Canadezen, Italianen, Spanjaarden, Fransen, Koreanen en Scandinaviërs te vinden. Nederlanders komt men daar relatief weinig tegen; veelal omdat de bestemming onbekend is.
Wat Foz do Iguaçu volgens de Brazilianen een bijzondere stad maakt is dat het zich op nog geen 18 km van een wereldwonder bevindt. Bovendien is de stad een van de meest multiculturele steden van het land waardoor het aantrekkelijk is en het toegankelijk maakt voor bezoekers van over de hele wereld.
Parque Nacional do Iguaçu: Het nationaal park Iguaçu bevindt zich in zowel Argentinië(Nationaal park Iguazú) als Brazilië en bestaat uit een gebied van 185.262,20 hectare. Het beschikt over ’s werelds omvangrijkste watervallen met een debiet (doorstroom van water) die drie keer zo hoog ligt als die van de Niagara Falls. Hetgeen dat de cataratas wordt genoemd (Portugees voor watervallen) is een geheel van tussen de 270 en 300 watervallen verspreid over 2,7 km met een maximale valhoogte van 82 meter. Het is het best bereikbare watervalpark ter wereld en wordt nationaal beschermd door de IBAMA en internationaal door UNESCO waar het sinds 1984 op de Werelderfgoedlijst staat. Parque Nacional do Iguaçu is een van de winnaars van de New7Wonders of Nature.

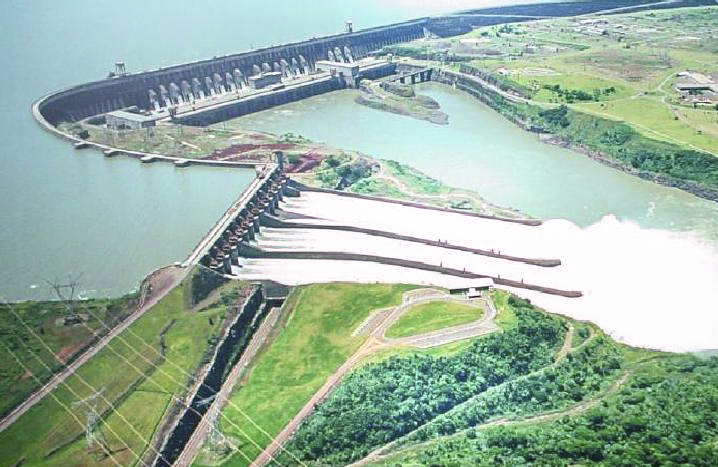
Luchtfoto van de Itaipudam, 's werelds grootste generator.

Usina Hidroelétrica Itaipu Binacional: De Itaipudam bevindt zich ten noorden van de stad; 15 kilometer stroomopwaarts aan de rio Paraná op de grens van Paraguay en Brazilië. Met een hoogte van 196 meter en een lengte van 7,7 km was het tot medio 2011 de grootste stuwdam ter wereld. Tot op heden is het de meest productieve generator van de wereld die 90% van de totale geconsumeerde elektriciteit van Paraguay produceert en iets meer dan 19,3% van die van Brazilië (19,3% van +/− 170 miljoen inwoners).
Parque das Aves: Het vogelpark bevindt zich nabij de rio Iguaçu aan de overkant van de ingang van het Parque Nacional do Iguaçu. Het heeft 17 hectare bos tot zijn beschikking en meer dan 1000 vogels bestaande uit 150 veelal beschermde Zuid-Amerikaanse soorten. Parque das Aves is het grootste vogelpark van Zuid-Amerika.
Ponte Internacional da Amizade: De ‘Internationale Brug der Vriendschap’ over de rio Paraná vormt de verbinding tussen Brazilië en Paraguay. Dagelijks reizen er duizenden (Braziliaanse) toeristen af van Foz naar Ciudad del Este om daar te profiteren van de op twee na grootste taxfreezone ter wereld. Velen kopen extra in om deze producten in eigen land door te verkopen.

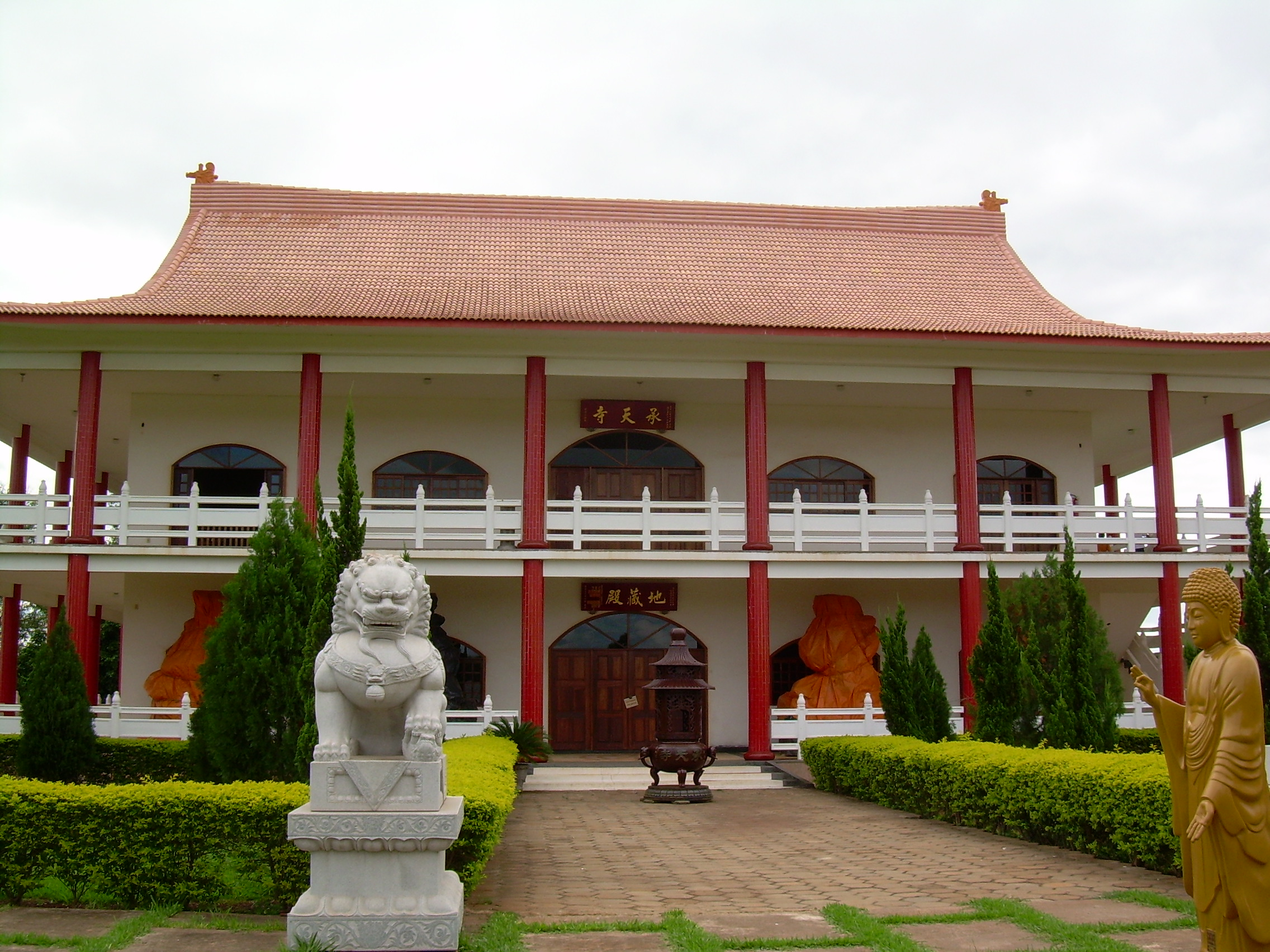
De Boeddhistische Tempel van Foz do Iguaçu

Ponte Internacional da Fraternidade: De ‘Internationale Brug der Broederschap’ over de rio Iguaçu vormt de verbinding tussen Brazilië en Argentinië. De brug maakt deel uit van de snelste route vanaf Foz naar de Argentijnse kant van het nationaal park: Parque Nacional Iguazú. Bovendien reizen dagelijks Braziliaanse toeristen richting Puerto Iguazú om daar een bezoek te brengen aan de luxueuze casino’s. Gokken is namelijk een verboden activiteit in Brazilië.
Marco das Três Fronteiras: Ten noorden van de uitmonding van de rio Iguaçu in de rio Paraná bevindt zich op Braziliaans grondgebied het drielandenpunt: Marco das Três Fronteiras. Het is een bezienswaardigheid die vele toeristen bezoeken als ze zich in de omgeving bevinden.
A Mesquita de Omar Ibn Al-Khattab: Foz do Iguaçu heeft de op een na grootste Libanese gemeenschap van Brazilië. De Omar Ibn Al-Chattab moskee van Foz do Iguaçu die zich ten westen van het stadscentrum bevindt is de op twee na grootste moskee van Zuid-Amerika.
Templo Budisto de Foz do Iguaçu: Foz heeft ook de op een na grootste Chinese gemeenschap. Twee kilometer ten noordoosten van de stad ligt een grote boeddhistische tempel waar vele Brazilianen van Chinese afkomst mediteren. Voor de tempel ligt een beeldentuin met 112 beelden.

## Cultuur

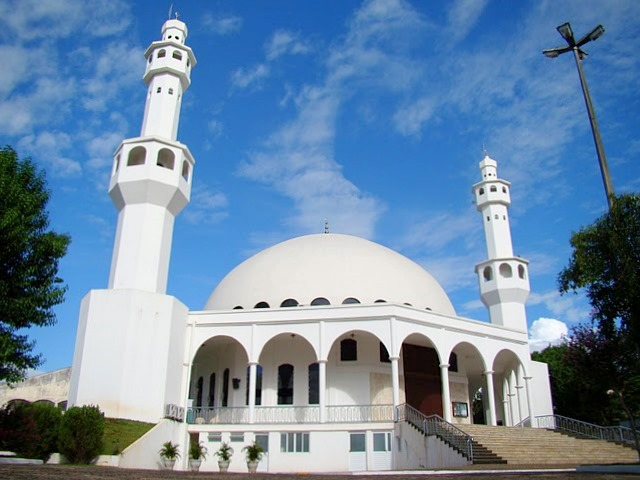
De Omar Ibn Al-Chattab moskee

Door de aanwezigheid van meer dan 72 etnische groepen van over de hele wereld is Foz do Iguaçu een van de meest multiculturele steden van Brazilië. De belangrijkste etnische groepen zijn: Italianen, Duitsers, Hispanics (Argentijnen en Paraguayanen), Chinezen, Oekraïners, Japanners en Libanezen.
De meeste Duitse migranten en een kleine groep Italianen zijn voor het uitbreken van de Tweede Wereldoorlog gevlucht naar Argentinië, Brazilië en Uruguay. Ook na de oorlog zijn er velen (ex-nazi's) gevlucht om zo de vervolging in eigen land te ontlopen. Vele Libanezen zijn door de onstabiele situatie in hun eigen land vanaf de afgelopen 150 jaar tot op heden gevlucht waarbij een groot aantal zijn beland in Foz. De stad heeft dan ook de op een na grootste Libanese gemeenschap van Brazilië; wat zich uitdrukt in de op twee na grootste moskee van Zuid-Amerika. Chinezen zijn massaal gevlucht vlak voor de invoering van het communisme in 1949.
Italianen en Japanners zijn veelal te vinden doordat de slavernij in Brazilië in 1850 werd afgeschaft en vele Europese arbeiders ter vervanging moesten worden aangetrokken. Na een minder sterke stijging van het aantal Italiaanse immigranten kwam er een golf Japanners. Argentijnen en Paraguayanen zijn veelal te vinden doordat de stad grenst aan Paraguay en Argentinië.

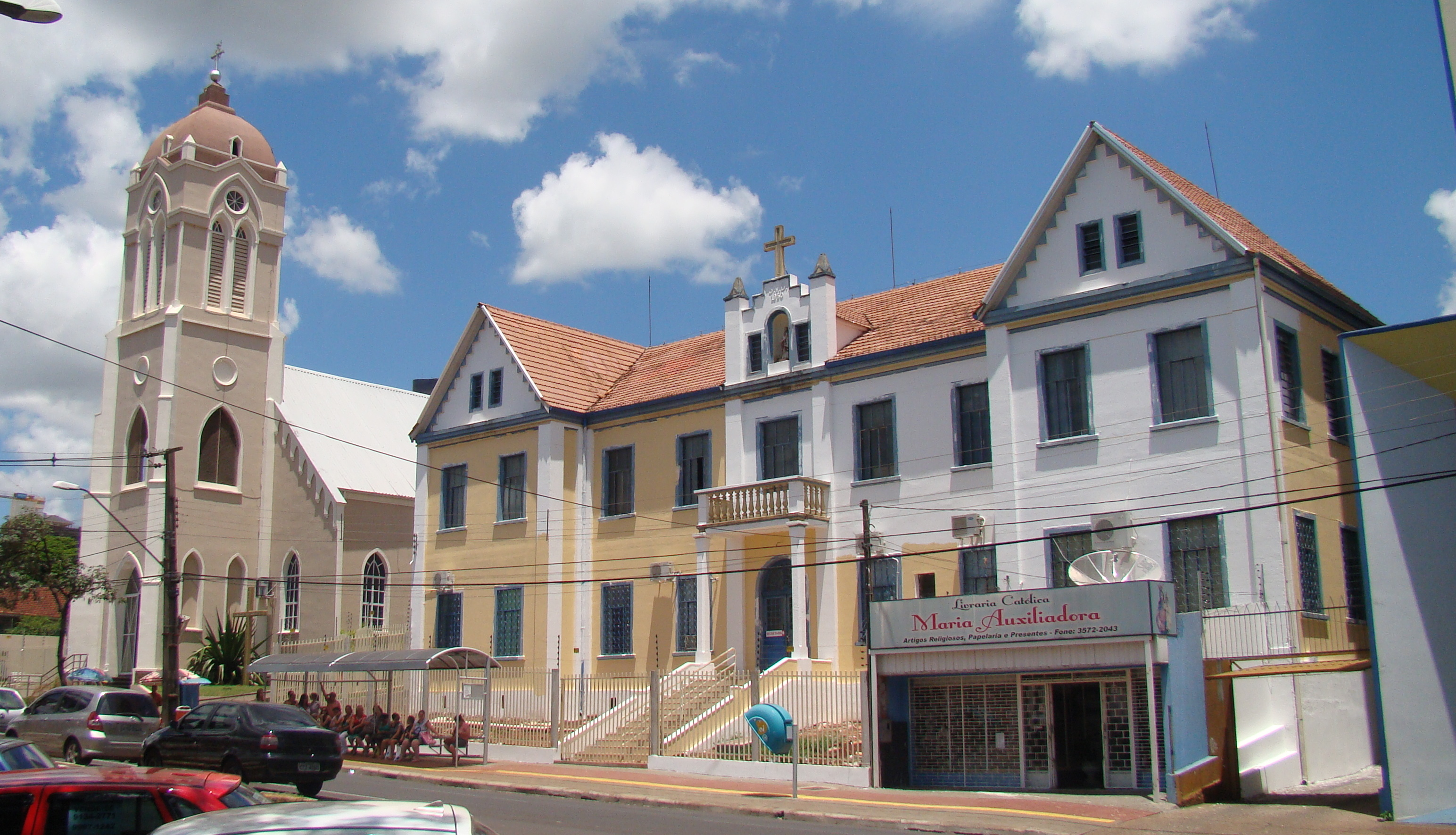
De São João Batista kathedraal, uit 1940

## Infrastructuur

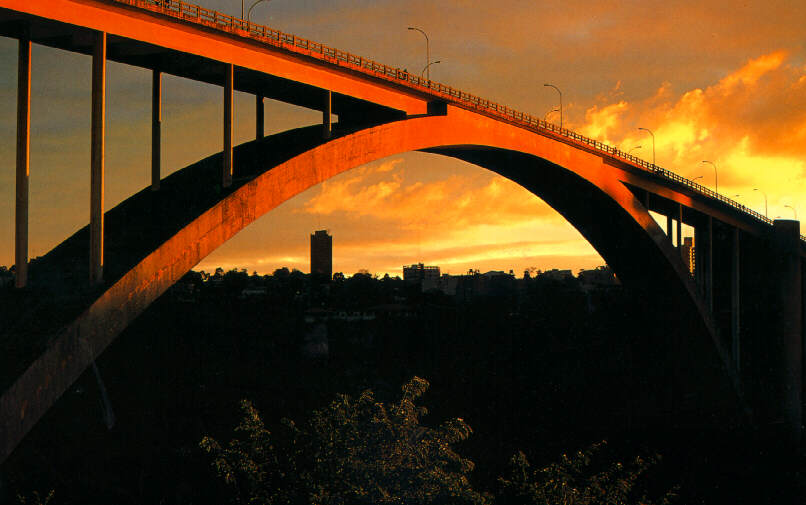
Ponte Internacional da Amizade

Foz do Iguaçu is verbonden met de kust via de BR-277; een snelweg die over een afstand van ongeveer 730 km vanaf Paranaguá tot aan de Ponte da Amizade loopt. Via deze brug is Foz verbonden aan Ciudad del Este: alsmede Paraguay. Verder is de stad verbonden met het Argentijnse Puerto Iguazú via de Ponte da Fraternidade. Foz do Iguaçu heeft ook een eigen vliegveld: Aeroporto Internacional de Foz do Iguaçu, die door zowel nationale- als internationale luchtvaartmaatschappijen gebruikt worden.
Via de BR-600 heeft de stad verbinding met de Itaipudam. De BR-469 verbindt de Internationale Brug der Broederschap met Watervallen van de Iguaçu.

### Opstoppingen bij de Vriendschapsbrug
Aangezien al het transport van Foz do Iguaçu naar Ciudad del Este en andersom gebruikmaken van de Ponte da Amizade (Vriendschapsbrug) zijn er dagelijks veel opstoppingen. Iedere dag rijden er meer dan 7000 Brazilianen naar Paraguay die in de vele taxfree winkels werken in Ciudad del Este. Daarbij komen nog de transport en de duizenden afreizende toeristen. Andersom vertrekken er dagelijks honderden Paraguayaanse arbeiders naar de enkele textielfabrieken die Foz do Iguaçu tot zijn beschikking heeft en vertrekt er veel transport van Paraguay naar Paranaguá; de dichtstbijzijnde verbinding met zee. 

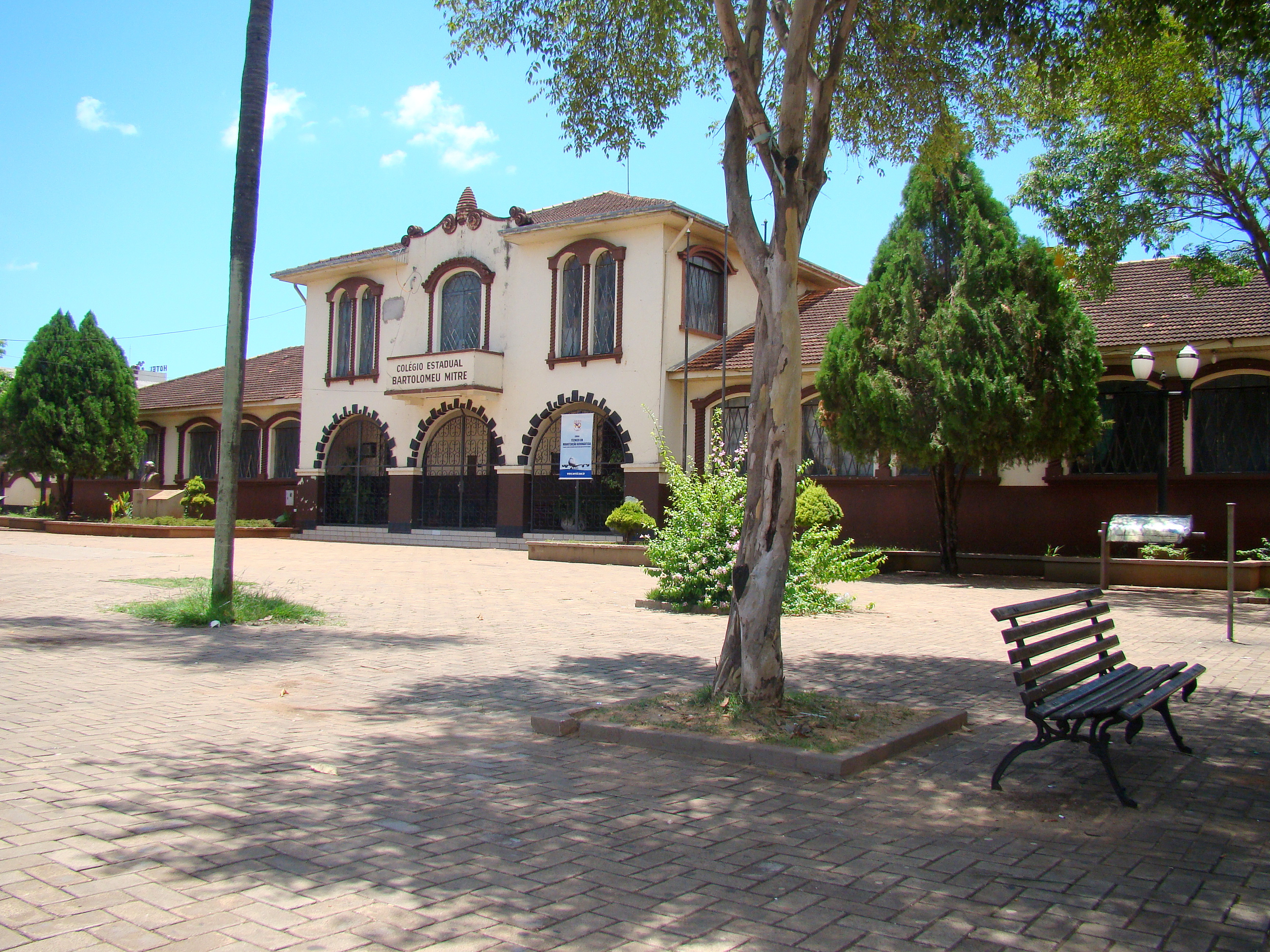
Staatsuniversiteit Bartolomeu Mitre, uit 1927

Alhoewel er voor bepaalde transport van Paraguay naar Paranaguá sinds begin november 2011 een alternatieve route is aangelegd door middel van een trein van Cascavel, op 140 km van de Ponte da Amizade, naar het havenstadje, zijn er geen alternatieve routes of vervoersmiddelen voor overig verkeer, vervoer en transport. Hierdoor staan er vrijwel geheel de dag files langs de grensposten waarvan de duur rond het spitsuur en in de weekenden gemakkelijk kan oplopen tot drie uur. Vele omwonenden en toeristen steken dan ook vaak lopend de brug over.

## Sociale basisvoorzieningen
Een van de sterkste punten van de stad is het onderwijs. Omdat in Paraná en de daartoe behorende gemeenten het openbaar onderwijs als prioriteit is gesteld, gaan de meeste kinderen in Foz naar een openbare- ofwel particuliere school. Hierna zijn er verscheidene keuzes in vervolgopleidingen op een van de zes hogescholen van de stad. Hierdoor heeft Foz een alfabetiseringsgraad van 95,5% en een Human Development Index van ongeveer 0,890 (hoog).
Een ander sterk punt is het openbaar vervoer. Deze wordt in tegenstelling tot andere plaatsen in Brazilië beheerd door vier (zwaar gesubsidieerde) particuliere bedrijven, waar de lokale overheid volgens de bewoners veel aandacht aan besteedt. Zo kan men na het betalen van een klein vast bedrag overal reizen binnen een bepaald district en zelfs zonder extra kosten overstappen op een bus van een ander bedrijf.
98% van de inwoners van Foz heeft toegang tot schoon (drink)water en 90% heeft toegang tot openbare sanitaire voorzieningen zoals riolering en vuilnisophaal. Sinds Sanepar de verantwoordelijkheid draagt over de waterzuivering, distributie en riolering zijn de meeste sanitaire problemen in de stad voorbij.
De kwaliteit van gezondheidszorg kent echter net als in heel Brazilië twee uitersten. De rijken en middenklasse maken gebruik van particuliere instellingen die veelal goede en betrouwbare gezondheidszorg biedt. Over de publieke instellingen die gebruikt worden door huishoudens met lage inkomens (40% van de inwoners van Foz) valt dat niet te zeggen. Zo klagen de patiënten over overvolle wachtruimtes en gebrek aan materialen, medicijnen, artsen en hulpverlening.

### Problemen
Door de economische crisis en de devaluatie van de real tussen 1999 en 2004 was het werkloosheidspercentage opgelopen tot bijna 15%. Ongeveer 20% leefde in armoede waarvan de meeste (nog steeds) wonen in sloppenwijken aan de rio Paraná. Hoewel criminaliteit zeer laag is in het stadscentrum en in en rondom toeristische gebieden staan de buitenwijken bekend om de hoge criminaliteitscijfers. Tot op de dag van vandaag staat Foz do Iguaçu ook bekend als de stad met de hoogste moordcijfers van de staat (voornamelijk onder adolescenten).
Vanuit Paraguay wordt dagelijks illegaal handelswaar binnengesmokkeld die voornamelijk bestaan uit drugs, wapens en munitie. In 2004 besloot de politiemacht van Foz verscherpt toezicht te houden bij de grensposten en werd er extra personeel ingezet. Hoewel de Paraguayaanse autoriteiten geen maatregelen namen, daalde het aantal gesmokkelde goederen met 45% wat leidde tot hevige conflicten tussen de illegale handelaren en de lokale politie. Uit protest werd de Ponte da Amizade in 2004 en 2005 meerdere malen geblokkeerd door illegale handelaren en bendeleden.
Doordat het aantal gesmokkelde goederen door bendes de laatste jaren sterk is afgenomen, is ook hun activiteit afgenomen. Dit resulteerde in een vermindering van het aantal moorden op jaarbasis van 327 in 2006 tot 222 in 2008. De komende jaren wordt er een lager aantal moorden verwacht door de toenemende politiemacht rond de grensposten (ook bij die van Paraguay), de daardoor afnemende bendeactiviteit en het daarmee gepaarde aantal moorden; waarvan 90% van de sterfgevallen bestaan uit afrekeningen tussen bendes en hun eigen leden.

## Geboren
- Pepê (1997), voetballer

## Stedenbanden
- Jericho, Palestina (sinds 24 april 2012)
- Puerto Iguazú, Misiones, Argentinië;
- Ciudad del Este, Alto Paraná, Paraguay